# Октавіо Самбрано
Октавіо Самбрано (ісп. Octavio Zambrano, нар. 3 лютого 1958, Гуаякіль, Еквадор) — еквадорський футболіст, що грав на позиції півзахисника. По завершенні ігрової кар'єри — тренер.

## Ігрова кар'єра
Був гравцем еквдорської команди «УД Вальдес».
На початку 1980-х переїхов до США для навчання в університеті. Протягом 1982—1983 років грав у шоубольному клубі «Лос-Анджелес Лезерс».

## Кар'єра тренера
1990 року увійшовши до тренерського штабу клубу «Каліфорнія Емперорс» з Американської професійної футбольної ліги.
З 1992 року працював асистентом головного тренера іншої каліфорнійської команди, «Лос-Анджелес Сальса», а 1993 року очолив «Іст Лос-Анджелес Кобрас»
1996 року стаа помічником головного тренера «Лос-Анджелес Гелаксі», а за рік став очільником тренерського штабу цієї команди. Тренував головну футбольну команду Лос-Анджелеса два роки.
Згодом протягом 2000—2002 років очолював тренерський штаб клубу «Нью-Йорк Ред Буллз».
2006 року переїхав до Європи, де протягом 2006–2008 років тренував молдовський «Тилігул-Тирас», під його керівництвом команда, яка до того боролося за виживання у Національному дивизіоні, сягнула рекордного для себе четвертого місця в чемпіонаті.
В сезоні 2008–2009 працював з угорським клубом «Татабанья».
2009 року повернувся до США, де протягом двох років був асистентом головного тренера у «Спортінгу» (Канзас-Сіті).
З 2011 до 2016 знову працював у Південній Америці, де очолював команди «Депортіво Перейра», «Депортіво Ель Насьйональ» та «Дельфін».
У 2017—2018 роках очолював тренерський штаб збірної Канади, після чого повернувся до роботи на клубному рівні — працював головним тренером колумбійських «Індепендьєнте Медельїн» і «Депортіво Пасто».